# مگس‌های کاکتوس
مگس‌های کاکتوس (نام علمی: Neriidae) نام یک تیره از فروراسته مگس‌خانگی‌شکلان است.